# Fabián Orellana
Fabián Orellana, född 27 januari, 1986 i Santiago, är en chilensk fotbollsspelare som spelar för Eibar och Chiles landslag.

## Klubbkarriär
Orellana spelade både för Colo-Colos och Audax Italianos ungdomsverksamheter innan han debuterade för den sistnämnda klubbens A-lag 2007. 
I november 2017 meddelade Valencia att Orellana lånades ut till Eibar från januari 2018 fram till säsongens slut. I låneavtalet fanns även en köpoption vilket Eibar utnyttjade den 27 april 2018 då Orellana värvades på en permanent övergång, med start från nästkommande säsong.

## Landslagskarriär
Orellanas imponerande spel i den inhemska ligan innebar landslagsuttagning vid ett antal tillfällen. Våren 2008 blev han uttagen av förbundskaptenen Marcelo Bielsa att delta i Youth Festival i Toulon. (Chile slutade på andraplats).
Den 15 oktober 2008 debuterade Orellana på allvar med det chilenska landslaget då man ställdes mot Argentina i VM-kvalet på Estadio Nacional.